# Tour de France 1950
37. Tour de France rozpoczął się 13 lipca, a zakończył 7 sierpnia 1950 roku w Paryżu. W klasyfikacji generalnej zwyciężył Szwajcar Ferdi Kübler, w klasyfikacji górskiej Francuz Louison Bobet, a w klasyfikacji drużynowej najlepsza była Belgia.

## Drużyny
- Włochy
- Belgia
- Francja
- Szwajcaria
- Luksemburg
- Holandia
- Włochy B
- Belgia B
- Parus
- Île-de-France/Nord-Est
- Ouest
- Centre/Sud-Ouest
- Sud-Est
- Północna Afryka

## Etapy
| Etap | Data       | Trasa                     | Dystans   | Zwycięzca         | Lider wyścigu    |
| ---- | ---------- | ------------------------- | --------- | ----------------- | ---------------- |
| 1    | 13 lipca   | Paryż – Metz              | 307 km    | Jean Goldschmit   | Jean Goldschmit  |
| 2    | 14 lipca   | Metz – Liège              | 241 km    | Adolfo Leoni      | Jean Goldschmit  |
| 3    | 15 lipca   | Liège – Lille             | 232,5 km  | Alfredo Pasotti   | Bernard Gauthier |
| 4    | 16 lipca   | Lille – Rouen             | 231 km    | Stan Ockers       | Bernard Gauthier |
| 5    | 17 lipca   | Rouen – Dinard            | 316 km    | Giovanni Corrieri | Bernard Gauthier |
| 6    | 19 lipca   | Dinard – Saint-Brieuc     | ITT 78 km | Ferdi Kübler      | Jean Goldschmit  |
| 7    | 20 lipca   | Saint-Brieuc – Angers     | 248 km    | Nello Lauredi     | Bernard Gauthier |
| 8    | 21 lipca   | Angers – Niort            | 181 km    | Fiorenzo Magni    | Bernard Gauthier |
| 9    | 22 lipca   | Niort – Bordeaux          | 206 km    | Alfredo Pasotti   | Bernard Gauthier |
| 10   | 23 lipca   | Bordeaux – Pau            | 202 km    | Marcel Dussault   | Bernard Gauthier |
| 11   | 25 lipca   | Pau – Saint-Gaudens       | 230 km    | Gino Bartali      | Fiorenzo Magni   |
| 12   | 26 lipca   | Saint-Gaudens – Perpignan | 233 km    | Maurice Blomme    | Ferdi Kübler     |
| 13   | 27 lipca   | Perpignan – Nîmes         | 215 km    | Marcel Molinès    | Ferdi Kübler     |
| 14   | 28 lipca   | Nîmes – Tulon             | 222 km    | Custodio Dos Reis | Ferdi Kübler     |
| 15   | 29 lipca   | Tulon – Mentona           | 205,5 km  | Bim Diederich     | Ferdi Kübler     |
| 16   | 30 lipca   | Mentona – Nicea           | 96 km     | Ferdi Kübler      | Ferdi Kübler     |
| 17   | 1 sierpnia | Nicea – Gap               | 229 km    | Raphaël Géminiani | Ferdi Kübler     |
| 18   | 2 sierpnia | Gap – Briançon            | 165 km    | Louison Bobet     | Ferdi Kübler     |
| 19   | 3 sierpnia | Briançon – Saint-Étienne  | 291 km    | Raphaël Géminiani | Ferdi Kübler     |
| 20   | 5 sierpnia | Saint-Étienne – Lyon      | ITT 98 km | Ferdi Kübler      | Ferdi Kübler     |
| 21   | 6 sierpnia | Lyon – Dijon              | 233 km    | Gino Sciardis     | Ferdi Kübler     |
| 22   | 7 sierpnia | Dijon – Paryż             | 314 km    | Émile Baffert     | Ferdi Kübler     |

## Liderzy klasyfikacji po etapach
| Etap                 | Zwycięzca            | Klasyfikacja generalna | Klasyfikacja górska | Klasyfikacja drużynowa |
| -------------------- | -------------------- | ---------------------- | ------------------- | ---------------------- |
| 1                    | Jean Goldschmit      | Jean Goldschmit        | brak                | Luksemburg             |
| 2                    | Adolfo Leoni         | Jean Goldschmit        | brak                | Luksemburg             |
| 3                    | Alfredo Pasotti      | Bernard Gauthier       | brak                | Sud-Est                |
| 4                    | Stan Ockers          | Bernard Gauthier       | brak                | Sud-Est                |
| 5                    | Giovanni Corrieri    | Bernard Gauthier       | brak                | Sud-Est                |
| 6                    | Ferdi Kübler         | Jean Goldschmit        | brak                | Belgia                 |
| 7                    | Nello Lauredi        | Bernard Gauthier       | brak                | Sud-Est                |
| 8                    | Fiorenzo Magni       | Bernard Gauthier       | brak                | Sud-Est                |
| 9                    | Alfredo Pasotti      | Bernard Gauthier       | brak                | Sud-Est                |
| 10                   | Marcel Dussault      | Bernard Gauthier       | brak                | Sud-Est                |
| 11                   | Gino Bartali         | Fiorenzo Magni         | Louison Bobet       | Włochy                 |
| 12                   | Maurice Blomme       | Ferdi Kübler           | Louison Bobet       | Francja                |
| 13                   | Marcel Molinès       | Ferdi Kübler           | Louison Bobet       | Belgia                 |
| 14                   | Custodio Dos Reis    | Ferdi Kübler           | Louison Bobet       | Belgia                 |
| 15                   | Jean Diederich       | Ferdi Kübler           | Louison Bobet       | Belgia                 |
| 16                   | Ferdi Kübler         | Ferdi Kübler           | Louison Bobet       | Belgia                 |
| 17                   | Raphaël Géminiani    | Ferdi Kübler           | Jean Robic          | Belgia                 |
| 18                   | Louison Bobet        | Ferdi Kübler           | Louison Bobet       | Belgia                 |
| 19                   | Raphaël Géminiani    | Ferdi Kübler           | Louison Bobet       | Belgia                 |
| 20                   | Ferdi Kübler         | Ferdi Kübler           | Louison Bobet       | Belgia                 |
| 21                   | Gino Sciardis        | Ferdi Kübler           | Louison Bobet       | Belgia                 |
| 22                   | Émile Baffert        | Ferdi Kübler           | Louison Bobet       | Belgia                 |
| Klasyfikacja końcowa | Klasyfikacja końcowa | Ferdi Kübler           | Louison Bobet       | Belgia                 |

## Klasyfikacje
|     | Zawodnik          | Zespół                   | Czas         |
| --- | ----------------- | ------------------------ | ------------ |
| 1.  | Ferdi Kübler      | Szwajcaria               | 145h 36' 56" |
| 2.  | Stan Ockers       | Belgia                   | +9' 30"      |
| 3.  | Louison Bobet     | Francja                  | +22' 19"     |
| 4.  | Raphaël Géminiani | Francja                  | +31' 14"     |
| 5.  | Jean Kirchen      | Luksemburg               | +34' 21"     |
| 6.  | Kléber Piot       | Île-de-France/Nord-ouest | +41' 35"     |
| 7.  | Pierre Cogan      | Centre/Sud-Ouest         | +52' 22"     |
| 8.  | Raymond Impanis   | Belgia                   | +53' 34"     |
| 9.  | Georges Meunier   | Centre/Sud-Ouest         | +54' 29"     |
| 10. | Jean Goldschmit   | Luksemburg               | +55' 21"     |

|    | Zawodnik      | Zespół                   | Punkty |
| -- | ------------- | ------------------------ | ------ |
| 1. | Louison Bobet | Francja                  | 58     |
| 2. | Stan Ockers   | Belgia                   | 42     |
| 3. | Jean Robic    | Ouest                    | 41     |
| 4. | Ferdi Kübler  | Szwajcaria               | 39     |
| 5. | Kléber Piot   | Île-de-France/Nord-Ouest | 36     |

### Drużynowa
| Poz. | Kraj                     | Czas         |
| ---- | ------------------------ | ------------ |
| 1.   | Belgia                   | 438h 54' 21" |
| 2.   | Francja                  | +38' 05"     |
| 3.   | Luksemburg               | +40' 29"     |
| 4.   | Île-de-France/Nord-Ouest | +1h 12' 28"  |
| 5.   | Sud-Est                  | +1h 32' 22"  |